# DRIV3R
DRIV3R  ou Driver 3 est un jeu vidéo développé par Reflections Software et  édité par Atari Inc.. Il sort sur PlayStation 2 le 25 juin 2004, sur Xbox le même jour, sur Windows le 18 mars 2005 et en septembre 2005 sur Game Boy Advance. La sortie sur GameCube a été annulée, quant à celle sur Windows, elle bénéficie de bonus ; un making of et un niveau supplémentaire.
Ce jeu est le troisième épisode de la série, ayant débuté sur PlayStation avec Driver, suivi de Driver 2 et se poursuivant avec Driver Parallel Lines.

## Scénario
Le jeu se déroule dans les années 2000-2005. Le joueur incarne John Tanner, un détective du FBI de Miami ayant pour mission d'intercepter des voitures volées par le gang de "South Beach", avant qu'elles n'arrivent chez leur mystérieux acheteur. Pour l'aider dans sa mission, le détective peut compter sur l'aide de Tobias Jones, Henri Vauban et Didier Dubois, qui sont deux policiers français.
Le jeu commence par un cinéma à Istanbul, où l’on voit Tanner, inconscient, sur un brancard avec un autre homme dont on ne connaît pas pour l’instant l’identité. Puis le jeu repart 6 mois en arrière à Miami. Le narrateur est Jones, l’équipier de Tanner. La police vient de localiser Baccus, le chauffeur du gang de South Beach, spécialiste du recel de voitures volée. Baccus vient en fait de revendre une voiture de South Beach à un de leurs rivaux nommé Tico. Après une première course poursuite, Tanner attrape Baccus et lui propose un arrangement : sachant que South Beach va tout faire pour l’éliminer, il lui propose une nouvelle vie dans le nord, en échange de son poste de chauffeur. Baccus accepte et met la main a la poche lorsque Tanner se retourne. Ce dernier, croyant qu’il va sortir une arme, l’abat de sang-froid. C’est alors qu’on voit Baccus avec les clefs de la voiture en question dans sa main.
Après une discussion avec Jones, Tanner se rend compte de la difficulté de la tâche. En effet, South Beach est menée par la sulfureuse Calita Martinez qui n’a peur de rien. On apprend que lorsque les mexicains ont pris quatre de ses hommes en otage, elle n’a pas hésité à placer elle-même des explosifs dans leur local afin de tuer tout le monde y compris ses hommes pour ne pas payer la rançon.
Lomaz est le seul des quatre qui a réussi à s’en sortir.
Tanner vole donc la voiture que Baccus avait récupéré pour Tico et la ramène à Calita. Afin qu’elle ait confiance en lui, Tanner réalise quelques missions comme ruiner les bâtiments de Tico pour le forcer à quitter Miami ou exploser le yacht de Gator, l’homme qui s’occupe du business de Calita sur les îles. Elle n’avait pas apprécié que Gator la double sur leur dernière transaction. De plus, il doit également tuer Tico qui veut lui faire payer le vol de la voiture. Il y parviendra après une course poursuite.
Tanner grâce à son infiltration obtient des informations, il comprend que South Beach veut s’exporter en Europe. Mais Calita n’est pas assez expérimentée pour un coup pareil et c’est ici qu’apparaissent Solomon Caine, un gangster connu dans tout le pays et son homme de main, Charles Jéricho (les deux étaient déjà présents dans l’opus précédent.) Ce dernier était doté d’une «féroce loyauté» jusqu’au jour où il tua Caine afin de prendre sa place.
Gator veut à son tour faire payer South Beach. Il dépose anonymement des documents à la police, ou il donne le lieu d’une transaction. Mais Calita et ses hommes seront sauvés grâce au talent de conduite de Tanner qui permettra au gang de s’échapper. Gator leur fait ensuite croire qu’il veut reprendre les affaires avec eux. Tanner se charge de lui apporter le fric en l’échange d’une voiture mais il est pris dans un guet-apens orchestré par Gator. Une nouvelle fois, ses talents de pilote lui permettront de fuir. Pour se venger une bonne fois pour toutes, Tanner et Lomaz iront tuer Gator. Alors que ce dernier est sur son bateau, Tanner lui assénera une balle fatale qui l’enverra à l’eau.
Le jeu part ensuite à Nice ou Calita attend des voitures. Tanner va ici faire équipe avec 2 flics français : Vauban et Dubois. Mais les 3 hommes sont en désaccord : Tanner veut savoir qui commandes les voitures alors que ses deux homologues veulent juste intercepter celles-ci.
À peine arrivé à Nice, Calita est attaqué par les hommes d’un gang local. Tanner viendra à son secours et parviendra à la sauver. On voit ensuite Dubois placé un émetteur sur une des voitures du gang qui se trouve dans un camion, sauf qu’il est filmé par une caméra de surveillance et Calita ira donc enlever l’émetteur tout en comprenant que les flics sont sur le coup.
Tanner doit ensuite voler trois voitures avant de voler un conteneur dans lequel se trouve un nouveau personnage nommé Bagman, mais il n’aura (pour l’instant) aucun contact avec lui.
Calita demande à Tanner de voler une dernière voiture avant de se tirer de Nice. Problème, le gang local est aussi sur cette voiture, mais Tanner parviendra à la récupérer.
En compagnie de Lomaz, ils ont ensuite rendez-vous avez Zeego, un homme qui doit leur fournir des armes. C’est ici qu’apparaît Fabienne, la chef du gang niçois. Elle a tué Zeego afin qu’il ne se présente pas au rendez-vous. Pris dans un piège, Tanner parviendra une nouvelle fois à s’enfuir.
Une fois revenu, Tanner se retrouve avec Calita, Lomaz et le 2e homme de main du gang en face de Dubois, qui est ligoté. Tanner est alors frappé, car soupçonné d’être un flic. Lorsqu’il se relève, Calita lui dit «si t’es un flic, tu le buteras pas». Tanner tire alors sur Dubois, mais son chargeur est vide. Calita lui dit alors que Dubois mourra le lendemain.
Alors qu’il est parti en voiture en compagnie de Lomaz, qui lui annonce qu'il lui dira à qui sont destinés les voitures le lendemain, Fabienne leur passe un coup de fil, en leur demandant de quitter Nice, tout en précisant qu’une bombe se trouve dans leur voiture et qu’elle explosera si Tanner roule en dessous de 80 km/h. Calita, arrive en voiture ou Lomaz, saute dans celle-ci, pendant que Tanner, profite de la présence d’explosif pour arriver à fond sur le camion qu’utilise le gang local pour voler les voitures, afin de le faire exploser. Il saute de la voiture juste avant que celle-ci ne finisse sa course dans le poids-lourd.
Plus tard, Calita se retrouve prise au piège par Fabienne et sa bande. Afin d’éviter que Tanner vienne encore la sauver, un fourgon a été envoyé en renfort du gang de Fabienne. Mais une nouvelle fois, la conduite de Tanner est redoutable et il parvient à rejoindre Calita en compagnie de Lomaz avant le fourgon. Tanner éliminera les hommes de Fabienne avant de la tuer après une brève poursuite.
Tanner retrouve alors Vauban avec lequel il a une brève altercation : Vauban ordonne à Tanner de sortir Dubois des mains de South Beach et de quitter Nice par la suite. Sachant où Dubois se trouve, Tanner doit faire face à une nouvelle course poursuite en compagnie de Vauban afin de stopper les hommes de Calita qui transportent Dubois, ce qu’il parviendra à faire.
Dubois et Tanner se rendent alors dans un hangar à bateau afin de boucler l’affaire. C’est alors que Jéricho surgit et frappe Tanner en lui adressant «Tu te souviens de moi ? Moi je me souviens de toi. T’es un flic. Et je suis le mec qui a juré de te retrouver» Calita et Lomaz apparaissent en sa compagnie. Un mouchard se trouver dans le flingue de Tanner ce qui a permis à Calita de le localiser. Dubois est abattu tandis que Tanner s’en sort miraculeusement : il appuie sur le bouton fermant la porte électrique (qui est situé à côté de lui) avant de se glisser à toute allure sous celle-ci qui est tout proche de se refermer sur lui. Il surprend ainsi ses ennemis qui le ratent de peu (les balles tirés à son encontre touchent la porte électrique.) Alors que Tanner rejoint Vauban, Jéricho fait part de sa décision à Calita de s’exporter en Turquie.
Arrivés à Istanbul, la première mission de Tanner consiste à suivre Jericho. Il le voit alors en train de parler d’une transaction en compagnie de Bagman, qui hésite car il a entendu dire que Gator était encore en vie et qu’il serait prêt à Balancer South Beach.
C’est en effet le cas, Gator, qui s’en est finalement sorti, réapparaît dans le jeu et il est un des seuls à savoir à qui Jéricho revend les voitures. Tanner doit alors le retrouver. Vauban débarque à Istanbul et lui exprime sa colère à la suite de la mort de Dubois. L’arme avec laquelle Jéricho l’a tué étant celle de Tanner, ce dernier est considéré comme étant suspect et ne peut plus occuper ses fonctions. Vauban lui ordonne ensuite de retourner à Miami ce que Tanner refuse, avant de s’enfuir dans un fourgon en compagnie de Jones qui sera exceptionnellement conducteur tandis que Tanner repoussera les voitures de police avec une arme.
Tanner parvient à savoir grâce à Gator que Jéricho va faire affaire avec Bagman, dont on apprend que c’est un français qui convoie du fric pour les gangsters russes. Son surnom vient du fait qu’il place ses victimes en plusieurs morceaux dans différents sacs, avant de les disperser. Afin de savoir quand et où aura lieu la transaction, Tanner veut suivre les trafiquants d’armes de la ville, qui le mèneront à Lomaz et donc à la prochaine transaction que South Beach prépare. Après avoir tué de nombreux trafiquants d’armes, l’un d’entre eux accepte de dire à Tanner où se trouve Lomaz, afin que Tanner ne le tue pas. Tanner et Jones capturent Lomaz qui accepte de dévoiler le lieu de la transaction en échange d’une remise de peine. Mais au dernier moment, Calita, qui sent mal le coup décide de reculer face à Bagman et donc de ne pas effectuer la transaction. Jones poursuit Bagman avant d’être pris dans une embuscade dont il parviendra à se sortir. Tanner s’occupe lui de Calita. Peu aidé par des faits aléatoires (notamment un pont mobile qui l’empêche de passer tandis que Calita a pu aller de l’autre côté en passant juste avant lui) il parviendra tout de même à la rattraper. Une fois arrêtée, Calita sait que, bien qu’elle n’évitera pas la prison et surtout Jéricho va vouloir l’éliminer comme elle n’a pas a assuré et que seule la police peut la protéger. Elle avoue donc que les voitures sont parties 2 jours auparavant mais que la transaction va se faire aujourd’hui. Elle connaît le lieu et l’heure, mais sachant qu’elle a été arrêté, Vauban qui revient bosser avec Tanner et Jones, comprend que Jéricho va devoir changer l’endroit et le jour. Sauf que les voitures, venant d’être livrées la veille et Jéricho est obligé d’effectuer la transaction aujourd’hui. Vauban décide de placer des hommes et des caméras partout afin de prendre Bagman et Jéricho lors de leur transaction. Les deux hommes se pointent et Bagman donne seulement la moitié du fric à Jéricho en attendant que les vérifications administratives soient faites. Jéricho ne l’entend pas de cette oreille et abat Bagman. Jericho s’enfuit alors dans son camion ou se trouve en sa compagnie le 2e bras droit de Calita qui est son chauffeur pour la transaction. Jones et Tanner parviendront à stopper le camion mais ils ne trouveront que l’homme de main de Calita mort à l’intérieur. Jéricho est parti à la gare ou on le voit à côté d’un flic qu’il a tué. Vauban, Jones et Tanner comprennent qu’il va essayer de fuir par le train car c’est son seul moyen de partir. Vauban et Jones inspectent le train pendant que Tanner essaie de l’empêcher de quitter la gare. Après avoir poursuivi le train, Tanner retrouve ses deux collègues avec qui il doit tué de nombreux hommes de main de Jéricho. Tanner se retrouve ensuite seul en duel avec Jéricho. Alors qu’on pense qu’il vient de le tuer, la scène finale montre Jéricho, au sol, grièvement blessé. Tanner arrive vers lui et lui pointe son arme dessus. Il décide finalement de ne pas abattre son rival et lorsque Tanner se retourne, Jéricho profite du peu de force qu’il lui reste pour dire «Erreur» et lui tirer lâchement une balle dans le dos avec l’arme qui était resté à ses pieds. On revient alors à la première scène en découvrant que le personnage en compagnie de Tanner était donc Jéricho. On voit le cœur d’un des deux personnages qui bat de moins en moins jusqu'à ce qu’il ne plus battre du tout, lorsque les médecins décident d’utiliser un défibrillateur. Le jeu s’arrête au moment où celui-ci est posé sur le corps d’un des deux personnages. On peut imaginer qu’il s’agisse du corps de Jéricho car, pour utiliser un défibrillateur, il faut que la victime soit torse nu ce qui était le cas de Jéricho et non de Tanner. Cependant le jeu ne finit pas sur leur sort.

## Villes
Les villes de Driv3r sont au nombre de trois : vous commencez dans Miami, avant d'aller à Nice et ses environs, et vous finirez par Istanbul.
- Miami (Floride): Miami est l'endroit principal où opère South Beach, c'est la ville où Tanner travaille pour le FBI.
- Nice (Alpes-Maritimes): Tanner fait équipe avec deux policiers français, pour découvrir qui est l'acheteur, et quelles sont les intentions futures de South Beach.
- Istanbul (Marmara): C'est sa dernière chance d'empêcher la transaction des voitures, Tanner découvrira que le mystérieux acheteur est une de ses vieilles connaissances, un ancien garde personnel d'un les criminels les plus recherchés (Solomon Cane), Charles Jericho.

## Personnages

### Protagonistes
- John Tanner (VO : Michael Madsen ; VF : Thierry Hancisse) : Policier infiltré, personnage principal du jeu travaillant pour le FBI de Miami.
- Tobias Jones (VO : Ving Rhames ; VF : Thierry Desroses) : Coéquipier de Tanner, membre du FBI de Miami.
- Henri Vauban (VO : Stéphane Cornicard) : Policier français de Nice, fait équipe avec Tanner et Jones.
- Didier Dubois : Policier français de Nice et protégé de Vauban.

### Antagoniste
- Baccus (VO : Iggy Pop) : Chauffeur de South Beach, Tanner prendra sa place après qu'il a tiré sur Bacchus en pensant que ce dernier allait sortir une arme alors qu'il s'agissait de ses clés.
- Tico : Caïd local basé à Miami.
- Calita (VO : Michelle Rodriguez) : Chef de South Beach.
- Lomaz : Membre de South Beach, le bras droit de Calita.
- Bad Hand : 2e membre de South Beach.
- Gator : Criminel basé à Miami et ancien membre de South Beach.
- Fabienne : Chef d'un gang local situé à Nice.
- Bagman (VF : Hubert Drac) : Criminel français qui travaille avec des gangsters russes.
- Charles Jericho (VO : Mickey Rourke ; VF : José Luccioni) : Principal antagoniste du jeu. Lui et Tanner s'affronteront dans une fusillade à Istanbul.

### Boss
- Baccus (Mission 3 : Le Siège)
- Tico (Mission BONUS PC : Le Coup)
- Gator (Mission 9 : Représailles)
- Fabienne (Mission 16 : Des soucis pour Calita)
- Calita (Mission 23 : La poursuite)
- Jericho (Mission 25 : Poursuivez le train)

## Système de jeu
Le joueur incarne John Tanner, un policier américain qui tente de s'infiltrer dans un gang de voleurs de voitures, ceci grâce à ses talents de conducteur. Pour ce faire, il peut voler et utiliser n'importe quel véhicule disponible, des voitures, des bateaux et des motos.
À la manière de GTA 3, il dispose d'un panoplie de huit armes à feu différentes (ce qui est une nouveauté par rapport aux précédents épisodes) un révolver, un pistolet silencieux, un magnum, un uzi, une mitrailleuse, un M16, un lance-grenade et un fusil à pompe.
En raison de ces quelques points, le système PEGI décrit DRIV3R comme un jeu contenant des scènes violentes et il le déconseille aux joueurs de moins de 16 ans.
L'action se déroule dans trois villes fidèlement représentées : Miami, Nice et Istanbul. La géographie est réaliste, la circulation l'est beaucoup moins, les embouteillages n'existent pas.
Comme sur Driver et Driver 2, à tout moment le joueur peut passer en mode « réalisateur », et ainsi enregistrer ses parties et les revoir en arrangeant la position des caméras à sa guise. Deux effets spéciaux sont disponibles, le ralenti et le flou. La version sur Xbox permet aux joueurs qui ont souscrit au service Xbox Live, d'échanger ces vidéos.

## Réception
Avec plus de trois millions d'unités vendues dans le monde, DRIV3R a connu un succès commercial. Pourtant, la critique de la presse spécialisée fut très négative à la sortie du jeu, lui reprochant un univers trop proche de celui des GTA, abandonnant au passage un peu de l'identité de la série.
La version sous Windows sortie un an plus tard reçoit un accueil encore plus froid, le magazine Joystick va même jusqu'à mettre une note de 1/10. Le site spécialisé Gamekult lui met 3/10. Leur déception vient du fait qu'aucune amélioration n'a été développée en un an, mais qu'en plus de nouveaux bugs apparaissent. L'accueil critique est tel que l'incident est surnommé le Driv3rgate,.
Les phases de jeu à pied ainsi que les gunfights n'ont également pas convaincu, désignées comme catastrophiques par certains (l'intelligence artificielle des ennemis est plus que limitée). Mais par son univers typiquement Driver, malgré une "GTA-isation" critiquée et critiquable, cet épisode reste sympathique et particulier grâce à son ambiance sonore et ses phases en voiture toujours aussi jouissives, malgré des missions (le mode 'Undercover') moyennes pour les déçus.
Le point positif commun admis par la presse est la bande sonore, Jeuxvideo.com écrit à son sujet : « Impeccable aussi bien dans le doublage que dans le choix des musiques. »
Quant à la version, sortie en 2005 sur Game Boy Advance, Jeuxvideo.com lui accorde une note de 4/20, contre un honorable 13/20 sur consoles et un médiocre 8/20 sur PC. Consoles + lui accorde un 16/20, et Jeux Vidéo Magazine le même 13/20 que Jeuxvideo.com.

## Distribution
Dans la version originale, c'est l'actrice Michelle Rodríguez qui prête sa voix au personnage de Calita, Michael Madsen pour la voix de John Tanner, Ving Rhames pour la voix de Tobias Jones, Iggy Pop pour la voix de South Beach Baccus (et la deuxième voix de Tanner) et Mickey Rourke pour la voix de Jericho.

## Parodie
Reflections Software, le développeur du jeu, a parodié son concurrent Rockstar (GTA): dans chaque ville, en mode Faire une virée, dix personnages se cachent dans les recoins les plus sombres. Il s'agit de 'Timmy Vermicelli", une caricature grotesque du héros de GTA: Vice City, Tommy Vercetti qui est représenté par une bouée car il ne peut pas nager dans GTA: Vice City.